# Championnats du monde de ski nordique 1978
Championnats du monde de ski nordique. L'édition 1978 s'est déroulée à Lahti (Finlande) du 18 février au 26 février.

## Palmarès

### Ski de fond

#### Hommes
| Épreuve                                     | Or                                                                      | Argent                                                                | Bronze                                                    |
| 23 février : Ski de fond 15 km libre H      | Josef Luszczek                                                          | Yevgeny Belyaev                                                       | Juha Mieto                                                |
| 20 février : Ski de fond 30 km libre H      | Sergey Savelyev                                                         | Nikolay Zimyatov                                                      | Josef Luszczek                                            |
| 24 février : Ski de fond 50 km classique H  | Sven-Åke Lundbäck                                                       | Yevgeny Belyaev                                                       | Jean-Paul Pierrat                                         |
| 25 février : Ski de fond relais 4 × 10 km H | Suède Sven-Åke Lundbäck Christer Johansson Tommy Limby Thomas Magnusson | Finlande Esko Lähtevänoja Juha Mieto Pertti Teurajärvi Matti Pitkänen | Norvège Lars-Erik Eriksen Ove Aunli Ivar Formo Oddvar Brå |

#### Femmes
| Épreuve                                    | Or                                                                          | Argent                                                                              | Bronze                                                                          |
| 21 février : Ski de fond 5 km libre F      | Helena Takalo                                                               | Hilkka Riihivuori                                                                   | Raisa Smetanina                                                                 |
| 23 février : Ski de fond 10 km libre F     | Zinaida Amosova                                                             | Raisa Smetanina                                                                     | Hilkka Riihivuori                                                               |
| 25 février : Ski de fond 20 km classique F | Zinaida Amosova                                                             | Raisa Smetanina                                                                     | Helena Takalo                                                                   |
| 26 février : Ski de fond relais 4 × 5 km F | Finlande Taina Impiö Marja-Liisa Hämäläinen Hilkka Riihivuori Helena Takalo | Allemagne de l'Est Marlies Rostock Birgit Schreiber Barbara Petzold Christel Meinel | Union soviétique Nina Selyunina Zinaida Amosova Raisa Smetanina Galina Kulakova |

### Combiné nordique
| Épreuve                                   | Or             | Argent          | Bronze         |
| 19 février : Combiné nordique K90 / 15 km | Konrad Winkler | Rauno Miettinen | Ulrich Wehling |

### Saut à ski
| Épreuve                      | Or             | Argent          | Bronze            |
| 18 février : Saut à ski K90  | Mathias Buse   | Henry Glaß      | Aleksej Borovitin |
| 26 février : Saut à ski K120 | Tapio Räisänen | Alois Lipburger | Falko Weißpflog   |

## Tableau des médailles
| Rang | Nation             | Or | Argent | Bronze | Total |
| ---- | ------------------ | -- | ------ | ------ | ----- |
| 1    | Union soviétique   | 3  | 5      | 3      | 11    |
| 2    | Finlande           | 3  | 3      | 3      | 9     |
| 3    | Allemagne de l'Est | 2  | 2      | 2      | 6     |
| 4    | Suède              | 2  | 0      | 0      | 2     |
| 5    | Pologne            | 1  | 0      | 1      | 2     |
| 6    | Autriche           | 0  | 1      | 0      | 1     |
| 7    | France             | 0  | 0      | 1      | 1     |
| -    | Norvège            | 0  | 0      | 1      | 1     |